# Trofeo Teide
El Trofeo Teide es una competición futbolística de verano que se celebra anualmente en el Valle de La Orotava, en la isla de Tenerife (Canarias, España), en el Estadio Municipal de los Cuartos. El campeonato se celebra durante los primeros días del mes de agosto. Se considera uno de los torneos veraniegos más destacados en el panorama nacional, así como uno de los más antiguos. Su actual campeón es el Club Deportivo 
Tenerife. 
A lo largo de toda la historia se han disputado más de 50 ediciones. El Trofeo Teide adquirió cierta fama rápidamente debido a la participación de equipos prestigiosos del panorama internacional.
En el año 2015 se introdujo la versión femenina.

## Ediciones masculinas
| Edición | Año  | Campeón                          | Subcampeón                 | Resultado  |
| ------- | ---- | -------------------------------- | -------------------------- | ---------- |
| I       | 1971 | R. C. Deportivo de La Coruña     | C. D. Puerto Cruz          | 2-0        |
| II      | 1972 | Real Unión                       | C. D. Puerto Cruz          | 2-0        |
| III     | 1973 | C. D. Tenerife                   | Real Zaragoza              | 4-2        |
| IV      | 1974 | C. D. Tenerife                   | F. C. Tatabánya            | 4-2        |
| V       | 1975 | MTK Budapest F. C.               | C. D. Tenerife             | Triangular |
| VI      | 1976 | C. D. Tenerife                   | Hércules C. F.             | 2-0        |
| VII     | 1977 | C. D. Puerto Cruz                | U. D. Realejos             | 2-0        |
| VIII    | 1978 | C. D. San Andrés                 | Toscal C. F.               | 2-1        |
| IX      | 1979 | U. D. Las Palmas Atlético        | Real Madrid Castilla C. F. | 3-1        |
| X       | 1980 | U. D. Las Palmas Atlético        | C. E. Europa               | 1-0        |
| XI      | 1981 | C. D. Tenerife                   | Bilbao Athletic            | 2-1        |
| XII     | 1982 | C. D. Tenerife                   | U. D. Salamanca            | 0-0 (pen.) |
| XIII    | 1983 | Real Valladolid C. F.            | C. D. Tenerife             | 3-1        |
| XIV     | 1984 | C. D. Tenerife                   | Sevilla F. C.              | 1-1 (pen.) |
| XV      | 1985 | Valencia C. F.                   | C. D. Tenerife             | 2-2 (pen.) |
| XVI     | 1986 | C. D. Tenerife                   | C. F. Os Belenenses        | 2-1        |
| VXII    | 1987 | U. D. Las Palmas                 | C. D. Tenerife             | 3-1        |
| XVIII   | 1988 | C. D. Marino                     | C. D. Tenerife             | 2-1        |
| XIX     | 1989 | C. D. Tenerife                   | Danubio F. C.              | 3-1        |
| XX      | 1990 | C. A. Peñarol                    | C. D. Tenerife             | 2-1        |
| XXI     | 1991 | C. D. Tenerife                   | Real Betis                 | 3-0        |
| XXII    | 1992 | C. D. Tenerife                   | C. D. Universidad Católica | 3-2        |
| XXII    | 1993 | C. D. Universidad Católica       | C. D. Tenerife             | 4-1        |
| XXIV    | 1994 | C. D. Tenerife                   | Tiburones Rojos            | 6-0        |
| XXV     | 1995 | C. D. Tenerife                   | U. D. Salamanca            | 2-0        |
| XXVI    | 1996 | C. D. Tenerife                   | S. C. Farense              | 2-0        |
| XXVII   | 1997 | Botafogo F. R.                   | U. D. Realejos             | 1-0        |
| XXVIII  | 1998 | C. D. Tenerife                   | Vitória F. C. (Setúbal)    | 3-2        |
| XXIX    | 1999 | C. D. Tenerife                   | S. C. Braga                | 0-0 (pen.) |
| XXX     | 2000 | Las Palmas de Gran Canaria C. F. | C. D. Tenerife             | 1-0        |
| XXXI    | 2001 | Real Madrid Castilla C. F.       | C. D. Tenerife             | 2-1        |
| XXXII   | 2002 | Real Madrid Castilla C. F.       | U. D. Las Palmas           | 2-0        |
| XXXIII  | 2003 | C. D. Tenerife                   | U. D. Las Palmas           | 1-0        |
| XXXVI   | 2004 | C. D. Tenerife                   | U. D. Las Palmas           | 1-0        |
| XXXV    | 2005 | Real Madrid Castilla C. F.       | C. D. Tenerife             | 2-0        |
| XXXVI   | 2006 | U. D. Las Palmas                 | U. D. Vecindario           | 1-1 (pen.) |
| XXXVII  | 2007 | C. D. Tenerife                   | Sevilla Atlético           | 2-2 (pen.) |
| XXXVIII | 2008 | C. D. Tenerife                   | Athletic Club              | 3-1        |
| IXL     | 2009 | Real Sociedad                    | C. D. Tenerife             | 1-0        |
| XL      | 2010 | C. D. Tenerife                   | Real Zaragoza              | 1-0        |
| XLI     | 2011 | Real Madrid Castilla C. F.       | C. D. Tenerife             | 0-0 (pen.) |
| XLII    | 2012 | C. D. Marino                     | C. D. Tenerife             | 2-1        |
| XLIII   | 2013 | C. D. Tenerife                   | Rayo Vallecano             | 5-0        |
| XLIV    | 2014 | R. C. D. Español                 | C. D. Tenerife             | 1-0        |
| XLV     | 2015 | C. D. Tenerife                   | S. D. Éibar                | 1-1 (pen.) |
| XLVI    | 2016 | C. D. Tenerife                   | FUS Rabat                  | 3-0        |
| XLVII   | 2017 | R. C. Deportivo de La Coruña     | C. D. Tenerife             | 3-0        |
| XLVIII  | 2018 | CD Tenerife                      | RC Celta B                 | 0-0 (pen.) |
| XLIX    | 2019 | C. D. Leonesa                    | C. D. Tenerife             | 3-0        |
| L       | 2022 | C. D. Tenerife                   | C. D. Atlético Paso        | 1-1 (pen.) |
| LI      | 2023 | C. D. Tenerife                   | Villarreal C. F. "B"       | 2-0        |
| LII     | 2024 | Real Madrid Castilla C. F.       | C. D. Tenerife             | 1-0        |
| LIII    | 2025 | C. D. Tenerife                   | U. D. Las Palmas           | 1-1 (pen.) |

### Premio mejor jugador
| Edición | Jugador                    | Equipo                       |
| ------- | -------------------------- | ---------------------------- |
| 2007    | Antonio Longás             | CD Tenerife                  |
| 2008    | Nino                       | CD Tenerife                  |
| 2009    | Jonathan Estrada           | Real Sociedad                |
| 2010    | Omar Ramos                 | CD Tenerife                  |
| 2011    | Álvaro Morata              | Real Madrid Castilla         |
| 2012    | Cristo Martín              | CD Tenerife                  |
| 2013    | Ayoze Pérez                | CD Tenerife                  |
| 2014    | Sergio García de la Fuente | RCD Espanyol                 |
| 2015    | Pedro Martín               | CD Tenerife                  |
| 2016    | Yusupha Njie               | FUS Rabat                    |
| 2017    | Zakaria Bakkali            | RC Deportivo                 |
| 2018    | Alberto Jiménez Benítez    | CD Tenerife                  |
| 2019    | Andy Kawaya                | Cultural y Deportiva Leonesa |
| 2025    | Gabriel Lozano De Vuyst    | CD Tenerife                  |

### Palmarés masculino por equipos
| Equipo                          | Títulos | Subtítulos | Años campeón |
| ------------------------------- | ------- | ---------- | --- |
| C. D. Tenerife                  | 27      | 15         | 1973, 1974, 1976, 1981, 1982, 1984, 1986, 1989, 1991, 1992, 1993, 1994, 1995, 1996, 1998, 1999, 2003, 2004, 2007, 2008, 2010, 2013, 2015, 2016, 2018, 2022, 2023 y 2025. |
| Real Madrid Castilla C. F.      | 5       | 1          | 2001, 2002, 2005, 2011, 2024 |
| U. D. Las Palmas                | 2       | 4          | 1987, 2006 |
| R. C. Deportivo de La Coruña    | 2       | -          | 1971, 2017 |
| C. D. Marino                    | 2       | -          | 1988, 2012 |
| U. D. Las Palmas Atlético       | 2       | -          | 1979, 1980 |
| C. D. Puerto Cruz               | 1       | 2          | 1977 |
| C. D. Universidad Católica      | 1       | 1          | 1993 |
| C. A. Peñarol                   | 1       | -          | 1990 |
| C. D. Leonesa                   | 1       | -          | 2019 |
| Valencia C. F.                  | 1       | -          | 1985 |
| MTK Budapest F. C.              | 1       | -          | 1975 |
| Real Valladolid C. F.           | 1       | -          | 1983 |
| Botafogo F. R.                  | 1       | -          | 1997 |
| Real Unión                      | 1       | -          | 1972 |
| R. C. D. Español                | 1       | -          | 2014 |
| Real Sociedad de F.             | 1       | -          | 2009 |
| Universidad de Las Palmas C. F. | 1       | -          | 1990 |
| C. D. San Andrés                | 1       | -          | 1978 |

## Ediciones femeninas
| Edición | Año  | Campeón        | Subcampeón                | Resultado    |
| ------- | ---- | -------------- | ------------------------- | ------------ |
| I       | 2015 | UDG Tenerife   | Selección de Gran Canaria | 7-1          |
| II      | 2018 | UDG Tenerife B | UD Tacuense               | 4-0          |
| III     | 2022 | FC Barcelona   | UDG Tenerife              | 1-1 (4-2 p.) |
| IV      | 2023 | UDG Tenerife   | Athletic Club             | 1-0          |
| V       | 2024 | UDG Tenerife   | Real Madrid C. F.         | 1-1 (7-6 p.) |

### Palmarés femenino por equipos
| Equipo                    | Títulos | Subtítulos | Años campeón     |
| ------------------------- | ------- | ---------- | ---------------- |
| UDG Tenerife              | 3       | 1          | 2015, 2023, 2024 |
| UDG Tenerife B            | 1       | 0          | 2018             |
| FC Barcelona              | 1       | 0          | 2022             |
| Selección de Gran Canaria | 0       | 1          |                  |
| UD Tacuense               | 0       | 1          |                  |
| Athletic Club             | 0       | 1          |                  |
| Real Madrid C. F.         | 0       | 1          |                  |